# 教育心理學期刊
《教育心理學期刊》（Journal of Educational Psychology）是由美國心理學會於1910年開始發行經同行評審的学术期刊，主要關注於教育心理學。
現在總編輯是亞利桑那州立大學教育學教授史蒂夫·格雷厄姆（Steve Graham）。該期刊發表關於各年齡段與各教育水平的心理學論原創研究文章以及特別重要的理論和評論論文。
根據期刊引证报告，2018年的 影响因子是5.178，在教育、心理學類於59個期刊中排第三。

## 外部連結
- 官方网站